# Camellia azalea
Camellia azalea là một loài thực vật có hoa trong họ Theaceae. Loài này được C.F.Wei mô tả khoa học đầu tiên năm 1986.

## Hình ảnh

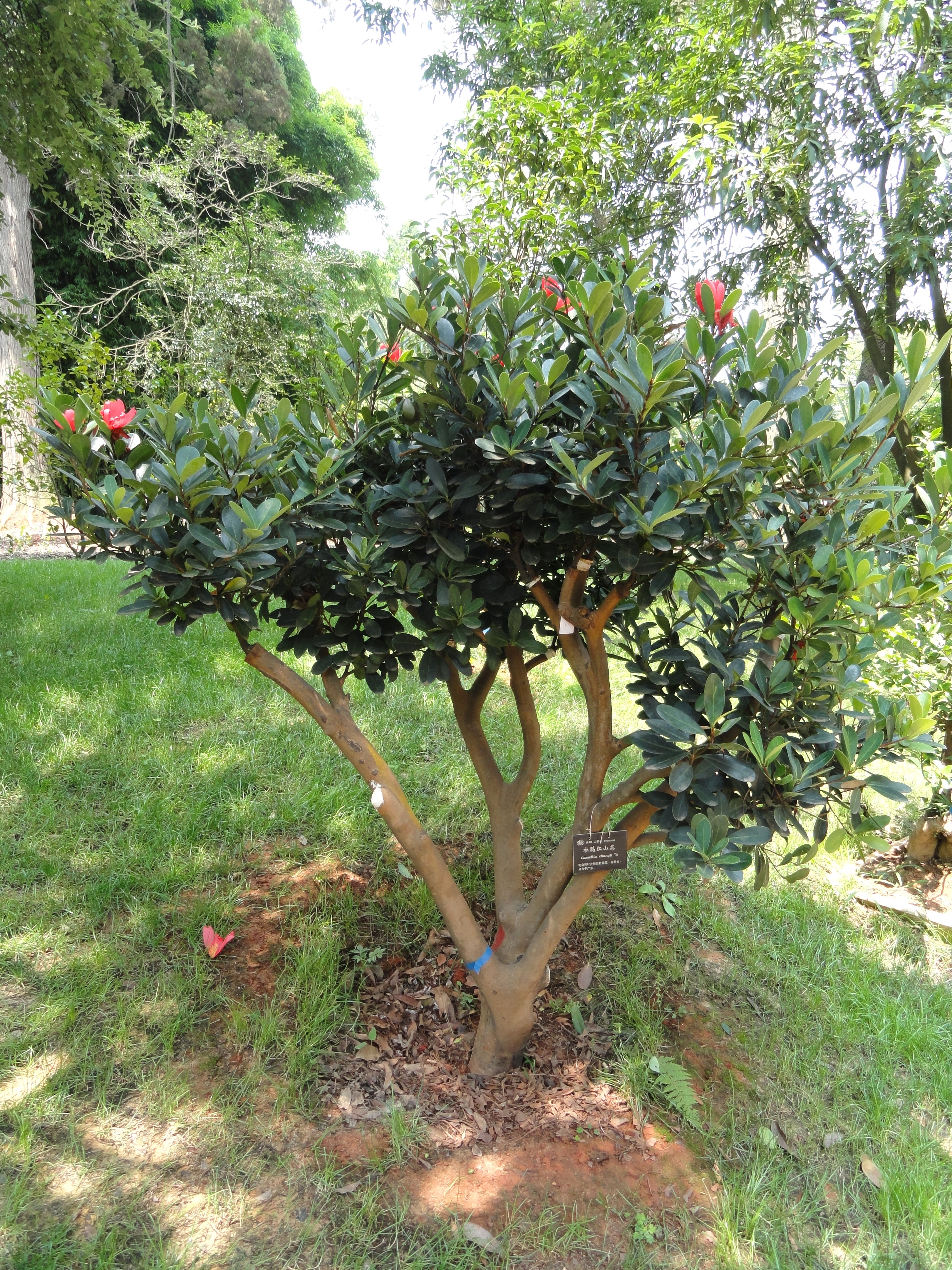
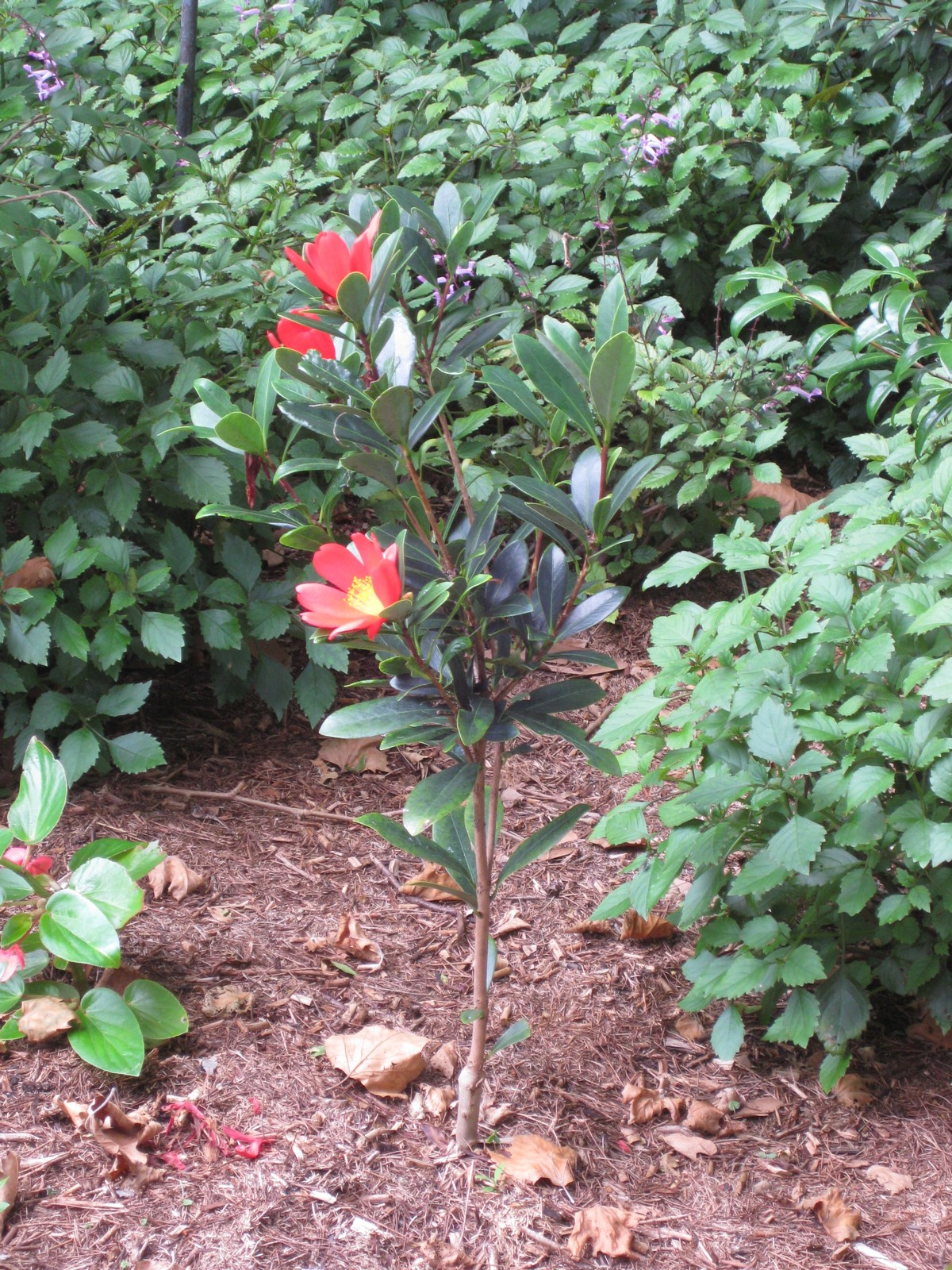
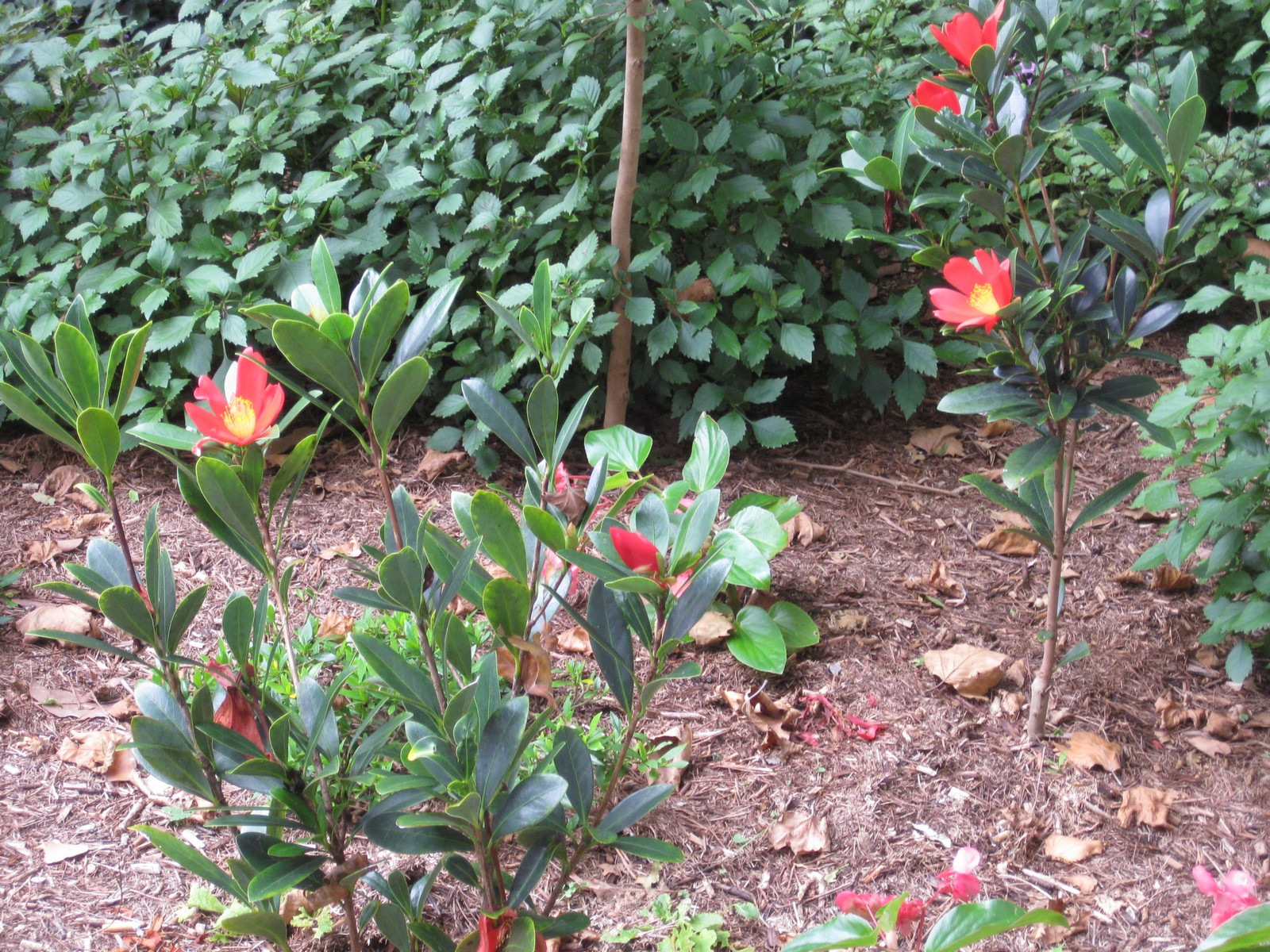
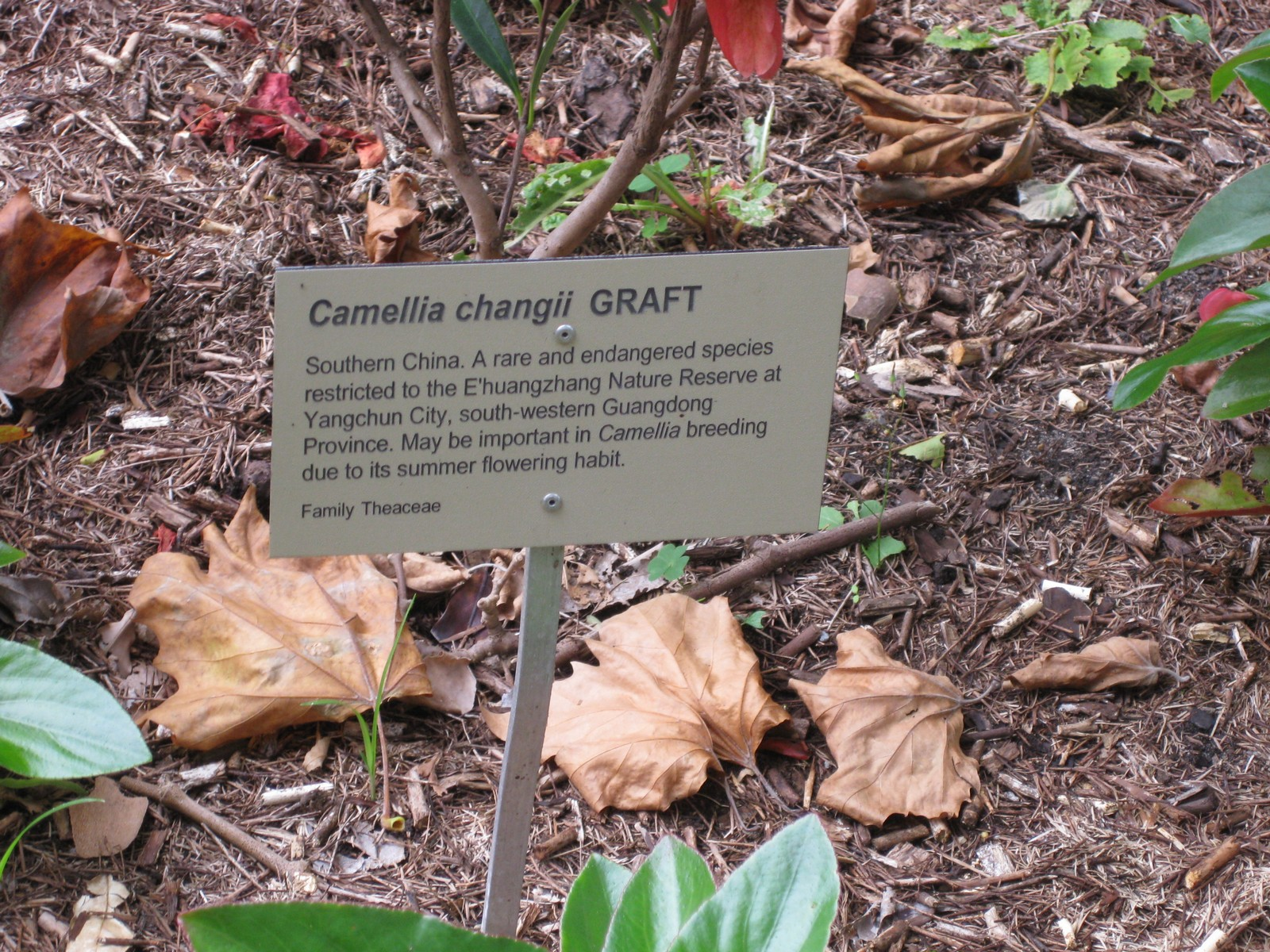